# Джордж Вільєрс, 1-й герцог Бекінгем
Джордж Вільєрс (англ. George Villiers; 28 серпня 1592 — 23 серпня 1628) — англійський державний діяч, фаворит і самопроголошеним «коханцем» короля Якова I. Перший міністр Якова I і Карла I. Перший граф (з 1617) і герцог Бекінгемський (1623—1628). Широко відомий завдяки роману «Три мушкетери».
Його кар'єрне сходження почалося в 1614 році, коли у віці 21 року він привернув увагу короля. Вільєрс був останнім у низці вродливих молодих фаворитів, яких король щедро обдаровував прихильністю та заступництвом. Пару часто підозрювали в содомії. Більшість істориків сьогодні вважають, що їхні стосунки мали сексуальний характер.

## Біографія
Джордж Вільєрс походив із небагатої дворянської сім'ї з графства Лестершир. Син сера Джорджа Вільєрса (приблизно 1544—1606), шерифа Бруксбі, від другого шлюбу з Мері Бомонт (приблизно 1570—1632).
В 1614 році Джордж Вільєрс був представлений королю Англії і Шотландії Якову I, який практично відразу запалав пристрастю до молодого дворянина. Стверджують, що Яків знайшов «в характері юнака непомірну легковажність і схильність до розпусти». Король називав його Стіні — скорочення від святого Стефана, чиє обличчя, за Біблією, «сяяло, немов обличчя ангела». Захоплення короля було вміло використано придворними для повалення колишнього фаворита графа Сомерсета. У 1615 році Сомерсет був звинувачений у вбивстві, заарештований і засуджений до смерті. Тим часом Вільєрс був зведений у лицарське достоїнство, пожалуваний титулами віконта Вільєрса (1616 рік), графа Бекінгема (1617 рік), маркіза (1618 рік) і, нарешті, герцога Бекінгема (1623 рік) — перший герцогський титул в Англії більш ніж за 50 років.
У листах король називає Стіні то «дружиною», то «чоловіком». Королю Якову навіть довелося виступити в 1617 році перед Таємною радою, захищаючи герцога.
Крім титулів, Бекінгем отримав безліч державних посад: шталмейстер, головний суддя виїзної сесії, лорд-стюард Вестмінстера, лорд-адмірал Англії (1619 рік). Бекінгем став фактично главою англійського уряду при старіючому королі Якові I.
Вільєрс перебував у гомосексуальному зв'язку з королем до самої смерті останнього. У грудні 1624 році, на схилі життя Яків писав:
Молю Бога про наш шлюбний союз на Різдво. Хай вкриє тебе Боже благословення, дружина моя, та будеш ти втіхою великою свого старого батька і чоловіка.
Після смерті короля Якова I пройшов слух, що Бекінгем його отруїв. До цього часу у нього з'явився новий покровитель — син Якова, майбутній король Карл I. Разом вони зробили авантюрну подорож в Іспанію. Вважається, що саме конфлікт Бекінгема з іспанським королівським двором послужив причиною зриву переговорів про шлюб принца Уельського з інфантою і подальшого оголошення Англією війни Іспанії.
У 1620-х роках Бекінгем виступав за агресивну зовнішню політику Англії, підтримуючи ідею вступу країни в Тридцятилітню війну на боці протестантських князів.
Після смерті в 1625 році Якова I на престол Англії і Шотландії зійшов Карл I, колишній принц Уельський, за якого Бекінгем зберіг свій вплив на політику країни. Діяльність Бекінгема різко критикувала парламентська опозиція, яка вважала Бекінгема головним знаряддям королівського свавілля і ставила йому в провину нестійкість зовнішньої політики, що призвела до невдалих воєн з Іспанією (1625—1630) і Францією (1627—1629). Парламент неодноразово звинувачував Бекінгема в порушенні національних інтересів і вимагав суду над ним.
23 серпня 1628 року колишній військовий Джон Фельтон проник в апартаменти Бекінгема в Портсмуті і встромив ножа йому в груди. Бекінгем спробував витягти зброю, закричавши: «О Боже! Цей негідник вбив мене!» Незабаром він помер.

## Сім'я і діти
16 травня 1620 року одружився з леді Кетрін Меннерс (? — 1649), 19-ю баронесою де Рос (1632—1649), дочкою Френсіса Меннерса (1578—1632), 6-го графа Ратленда (1612—1632) і 18-го барона де Рос (1618—1632), та Френсіс Кнівет (? — 1605). Їхні діти:
- Мері Вільєрс (1622—1685), 1-й чоловік з 1634 року лорд Чарльз Герберт (1619—1635), старший син Філіпа Герберта, 4-го графа Пембрука і 1-го графа Монтгомері, 2-й чоловік з 1637 року Джеймс Стюарт (1612—1655), герцог Леннокс і Річмонд, 3-й чоловік — полковник Томас Говард (? — 1678)
- Чарльз Вільєрс (1625—1627), граф Ковентрі
- Джордж Вільєрс (1628—1687), 2-й герцог Бекінгем (1628—1687)
- лорд Френсіс Вільєрс (1629—1648), загинув у бою під Кінгстоном

## Образ у мистецтві
- У романі Олександра Дюма «Три мушкетери», герцог Бекингем і його стосунки з Анною Австрійською є однією з найважливіших пружин сюжету.
- У романі Артуро Перес-Реверте «Капітан Алатрісте», так само, як і в однойменній екранізації цього роману, є важливий епізод, де використаний історичний факт неофіційного візиту герцога Бекінгема і принца Уельського в Іспанію. За сюжетом, саме цих двох осіб мали вбити капітан Алатрісте і його напарник Малатеста.

### Кіно
- Три мушкетери / The Three Musketeers (США, 1921) режисера Фред Нібло, в ролі герцога — Томас Холдінг.
- Три мушкетери / The Three Musketeers (США, 1939) режисера Алана Дуейна, в ролі герцога — Лестер Меттьюз.
- Три мушкетери / The Three Musketeers (США, 1948) режисера Джорджа Сідні, в ролі герцога — Джон Саттон.
- Три мушкетери / The Three Musketeers (Франція, 1961) режисера Бернар Бордері, в ролі герцога — Жак Бертьє.
- Три мушкетери / The Three Musketeers (США, 1973) режисера Річарда Лестера, в ролі герцога — Саймон Вод.
- Рішельє / Richelieu (США, 1977) режисера Жана-П'єра Декура.
- Д'артаньян і три мушкетери (СРСР, 1978) режисера Георгія Юнгвальд-Хількевича, в ролі герцога — Олексій Кузнєцов.
- Капітан Алатрісте (Іспанія, 2006), у ролі герцога — Квім Вілья.
- Мушкетери (США, 2011) пригодницький бойовик Пола Андерсона, знятий з вільної інтерпретації однойменного роману Олександра Дюма в 3D-форматі. У ролі герцога — Орландо Блум.
- Три мушкетери (Росія, 2013) режисера Сергія Жигунова, в ролі герцога — Костянтин Лавроненко.
- Пригоди капітана Алатрісте (Іспанія, 2015), у ролі герцога — Вільям Міллер.

### Телебачення
- Мері та Джордж (Велика Британія, 2024) мінісеріал з 7 серій. У ролі герцога — Ніколас Голіцин.